# Blade Runner (jeu vidéo, 1997)
Pour les articles homonymes, voir Blade Runner.
 (janvier 2017).
Si vous disposez d'ouvrages ou d'articles de référence ou si vous connaissez des sites web de qualité traitant du thème abordé ici, merci de compléter l'article en donnant les références utiles à sa vérifiabilité et en les liant à la section « Notes et références ».
Blade Runner est un jeu vidéo d'aventure de Westwood Studios édité par Virgin Interactive en 1997.
Il est tiré en partie du film Blade Runner (1982) mais surtout du roman de Philip K. Dick : Les androïdes rêvent-ils de moutons électriques ?. Seuls quelques personnages issus du film sont présents dans le jeu avec des rôles très secondaires.
C'est la deuxième adaptation vidéoludique de cet univers de Dick, la première, Blade Runner, est sortie en 1985 sur les plates-formes Commodore 64, ZX Spectrum et Amstrad CPC. 

## Synopsis
L'histoire se passe en 2019 dans un Los Angeles ravagé par une guerre récente, entraînant l'extinction de la quasi-totalité des animaux. Les réplicants, des androïdes esclaves sans aucun droit, ont été créés pour aider à la colonisation des territoires hostiles de Mars. Mais leur complexité croissante leur a permis de prendre conscience de leur condition.
Avec plusieurs révoltes sanglantes de réplicants sur Mars, ces derniers furent interdits de séjour sur la Terre, et un corps d'élite spécial, les Blade Runners, a été créé pour procéder à leur traque et à leur « retrait » (élimination).
Westwood Studios s'étant vite rendu compte que reprendre le scénario original du film serait forcément un échec commercial, le studio a décidé d'écrire une nouvelle histoire pour le jeu tout en respectant l'univers du film et son ambiance.
Le joueur n'incarne donc pas Rick Deckard, le personnage principal du film, mais un de ses collègues, Ray McCoy, Blade Runner débutant enquêtant sur un massacre d'animaux dans une boutique de la ville. D’après les nombreuses références faites aux événements du film par les autres personnages, les deux intrigues se dérouleraient au même moment.

## Personnages
- Ray McCoy  (VO : Mark Benninghoffen ; VF : Patrice Baudrier)
- Lieutenant Guzza  (VO : Jeff Garlin ; VF : Marc Alfos)
- Gaff  (VO : Javier Grajeda)
- Le professeur J. F. Sebastian  (VO : William Sanderson ; VF : Jean-Pierre Leroux)

## Système de jeu
Les « Blade Runners » disposent d'un certain matériel destiné à les aider dans leur enquête et qui est disponible dans le jeu :
- Le système ESPER : un puissant logiciel capable de grossir de manière extrêmement fidèle les moindres détails d'une image (photo, image vidéo…). Le système ESPER permet aussi d'avoir une analyse directe de l'objet et d'en prendre une photo. Il est aussi très sympathique à utiliser car il dispose d'un système exclusif de rendu d'images ;

- Le système KIA (Knowledge Integration Assistant : Assistant d'Intégration de Connaissances) : ordinateur portable qui permet d'avoir un œil sur tous les indices trouvés dans le jeu (objets, dialogues, images…) mais aussi, dans le jeu, permet d'avoir accès au menu, aux sauvegardes et autres interfaces classiques ;

- Le test d'empathie Voight-Kampff : les réplicants étant des machines — certes très évoluées —, ils ne sont pas sujet à l'empathie comme les humains non psychopathes. Le Test d'empathie Voight-Kampff est destiné à la découverte des réplicants. Le joueur fait « réellement » passer des tests aux individus suspects et doit choisir entre les différentes intensités de question afin de réussir à déterminer si la personne est — ou non — un androïde. En règle générale, un androïde qui vient d'échouer à ce test est « retiré » par le « Blade Runner » qui gagne une prime substantielle pour avoir réussi son retrait.

L'histoire demande au joueur d'enquêter sur un massacre dans une animalerie qui est imputé aux réplicants. Cette première enquête va l'amener à d'autres, à faire ses propres choix et à forger sa propre destinée.
Le jeu peut être jugé comme novateur en ce sens qu'il n'est pas linéaire et que les actions commises influenceront la fin du jeu. Ainsi, s'il est possible de supprimer tous les réplicants, il est également possible de ne pas les tuer et de sympathiser avec eux. De ce fait, au moins douze fins différentes peuvent être dénombrées.

## Accueil
Le jeu a reçu un excellent accueil critique à sa sortie.
- Adventure Gamers : 4,5/5[2]
- PC Jeux : 89 %[3]